# Баризе-ла-Кот
Баризе́-ла-Кот (фр. Barisey-la-Côte) — коммуна во французском департаменте Мёрт и Мозель региона Лотарингия. Относится к  кантону Коломбе-ле-Бель.	

## География
Баризе-ла-Кот расположен в 31 км к юго-западу от Нанси. Соседние коммуны: Бюлиньи на севере, Баньё на северо-востоке,  Аллен на востоке, Коломбе-ле-Бель на юго-востоке, Баризе-о-Плен на юге, Соксюр-ле-Ванн на юго-западе, Аллам на западе.

## История
- На территории коммуны находятся следы доисторического и галлороманского периодов.

## Демография
Население коммуны на 2010 год составляло 201 человек.
| 1962 | 1968 | 1975 | 1982 | 1990 | 1999 | 2010 |
| ---- | ---- | ---- | ---- | ---- | ---- | ---- |
| 134  | 118  | 115  | 155  | 156  | 162  | 201  |

## Достопримечательности
- Церковь: ворота XII века, башня в романском стиле, хоры XIII века, неф XIX века, украшенная часовня.